# Urciers
Urciers est une commune française située dans le département de l'Indre, en région Centre-Val de Loire.

## Géographie

### Localisation
La commune est située dans le sud-est du département, à la limite avec le département du Cher. Elle est située dans la région naturelle du Boischaut Sud.
Les communes limitrophes sont : Champillet (2 km), Feusines (3 km), Néret (4 km), Lignerolles (5 km), Châteaumeillant (6 km) et Pérassay (7 km).
Les communes chefs-lieux et préfectorales sont : La Châtre (12 km), Châteauroux (45 km), Issoudun (47 km) et Le Blanc (82 km).

### Hameaux et lieux-dits
Les hameaux et lieux-dits de la commune sont : le Magnoux, le Sioudray et le Plaix.

### Géologie et hydrographie
La commune est classée en zone de sismicité 2, correspondant à une sismicité faible.
Le territoire communal est arrosé par les rivières Igneraie et Sinaise.

### Climat
Pour des articles plus généraux, voir Climat du Centre-Val de Loire et Climat de l'Indre.
En 2010, le climat de la commune est de type climat océanique dégradé des plaines du Centre et du Nord, selon une étude du CNRS s'appuyant sur une série de données couvrant la période 1971-2000. En 2020, Météo-France publie une typologie des climats de la France métropolitaine dans laquelle la commune est dans une zone de transition entre le climat océanique altéré et le climat de montagne ou de marges de montagne et est dans la région climatique Ouest et nord-ouest du Massif Central, caractérisée par une pluviométrie annuelle de 900 à 1 500 mm, maximale en automne et en hiver.
Pour la période 1971-2000, la température annuelle moyenne est de 11 °C, avec une amplitude thermique annuelle de 15,6 °C. Le cumul annuel moyen de précipitations est de 840 mm, avec 12,2 jours de précipitations en janvier et 7,5 jours en juillet. Pour la période 1991-2020, la température moyenne annuelle observée sur la station météorologique de Météo-France la plus proche, « Chateaumeillant », sur la commune de Châteaumeillant à 6 km à vol d'oiseau, est de 11,9 °C et le cumul annuel moyen de précipitations est de 799,3 mm,. Pour l'avenir, les paramètres climatiques de la commune estimés pour 2050 selon différents scénarios d'émission de gaz à effet de serre sont consultables sur un site dédié publié par Météo-France en novembre 2022.

### Voies de communication et transports
Le territoire communal est desservi par les routes départementales : 26, 54, 54E, 71, 71C et 943.
La gare ferroviaire la plus proche est la gare de Lavaufranche, à 30 km.
Urciers est desservie par la ligne F du Réseau de mobilité interurbaine.
L'aéroport le plus proche est l'aéroport de Châteauroux-Centre, à 51 km.
Le territoire communal est traversé par le sentier de grande randonnée 654 et par le sentier de grande randonnée de pays : Sur les pas des maîtres sonneurs.

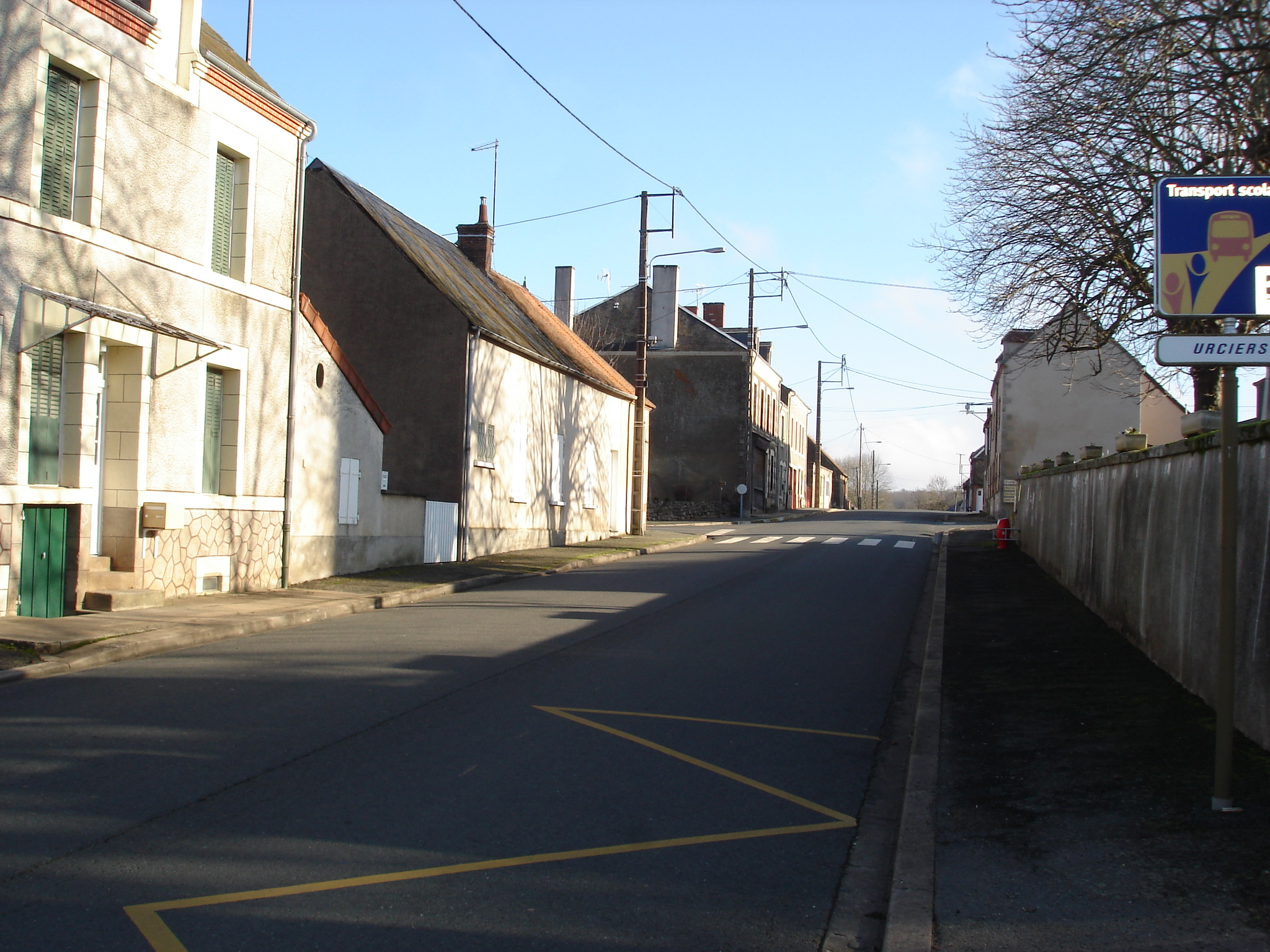
La route de Châteaumeillant en 2012.
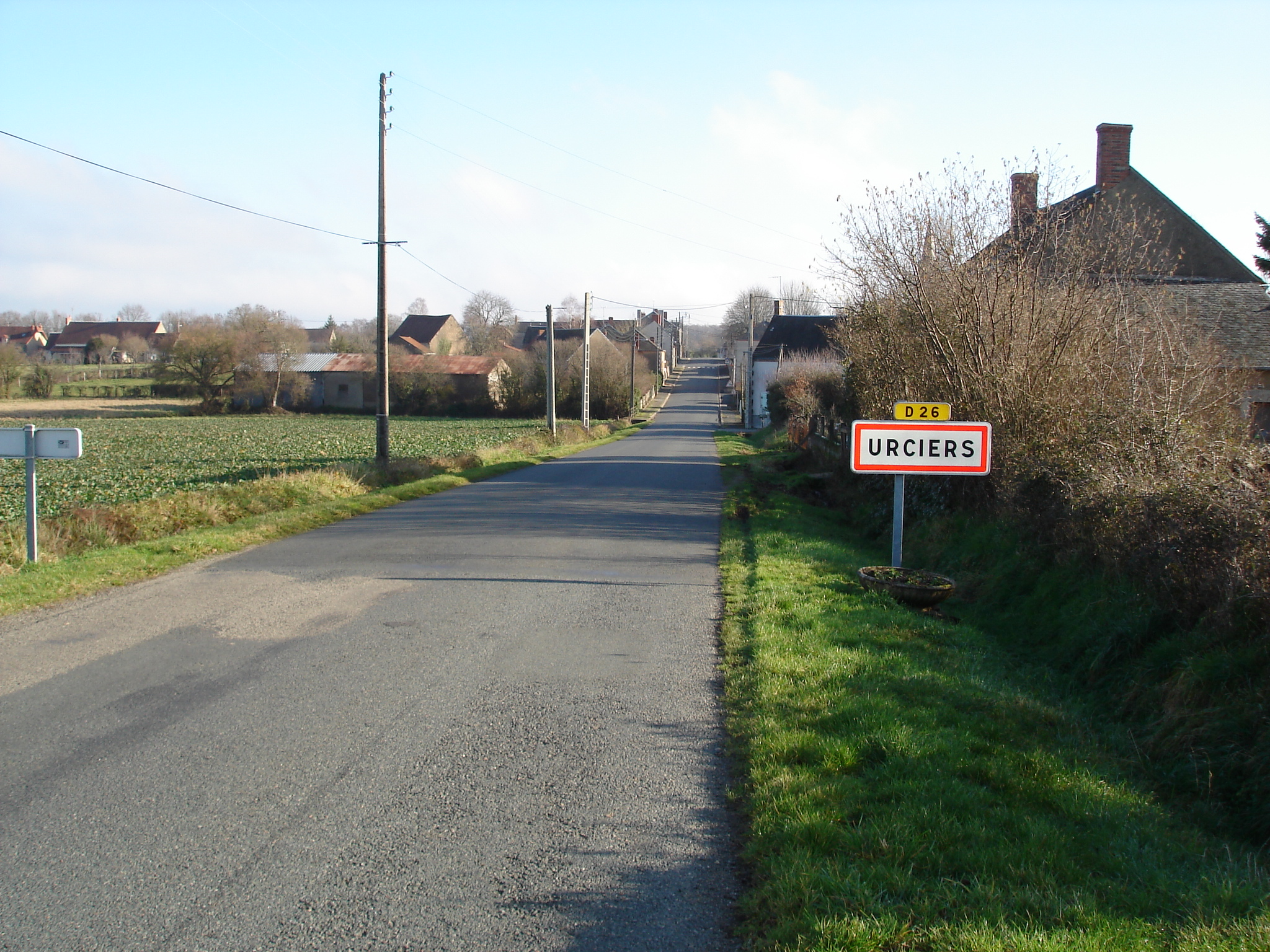
Le panneau d'entrée d’agglomération en 2012.

## Urbanisme

### Typologie
Au 1er janvier 2024, Urciers est catégorisée commune rurale à habitat très dispersé, selon la nouvelle grille communale de densité à sept niveaux définie par l'Insee en 2022.
Elle est située hors unité urbaine et hors attraction des villes,.

### Occupation des sols
L'occupation des sols de la commune, telle qu'elle ressort de la base de données européenne d’occupation biophysique des sols Corine Land Cover (CLC), est marquée par l'importance des territoires agricoles (93,4 % en 2018), une proportion identique à celle de 1990 (93,4 %). La répartition détaillée en 2018 est la suivante : 
prairies (33,2 %), zones agricoles hétérogènes (32,8 %), terres arables (26,4 %), forêts (4,7 %), zones urbanisées (1,9 %), cultures permanentes (1 %). L'évolution de l’occupation des sols de la commune et de ses infrastructures peut être observée sur les différentes représentations cartographiques du territoire : la carte de Cassini (XVIIIe siècle), la carte d'état-major (1820-1866) et les cartes ou photos aériennes de l'IGN pour la période actuelle (1950 à aujourd'hui).

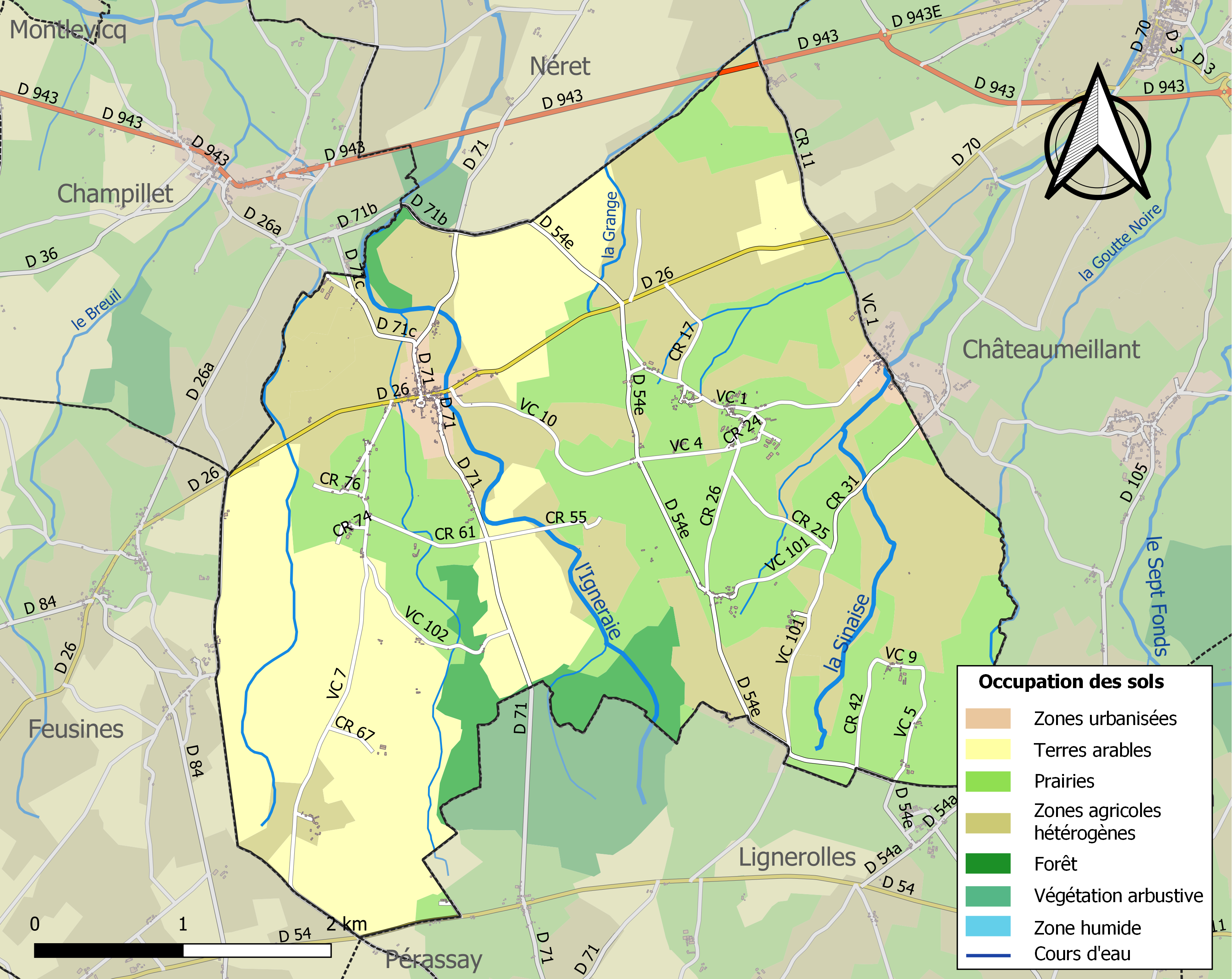
Carte des infrastructures et de l'occupation des sols de la commune en 2018 (CLC).

### Logement
Le tableau ci-dessous présente le détail du secteur des logements de la commune :
| Date du relevé                                              | 2013   |
| Nombre total de logements                                   | 234    |
| Résidences principales                                      | 50,1 % |
| Résidences secondaires                                      | 31,7 % |
| Logements vacants                                           | 18,2 % |
| Part des ménages propriétaires de leur résidence principale | 90,5 % |

### Risques majeurs
Le territoire de la commune d'Urciers est vulnérable à différents aléas naturels : météorologiques (tempête, orage, neige, grand froid, canicule ou sécheresse) et séisme (sismicité faible). Il est également exposé à un risque particulier : le risque de radon. Un site publié par le BRGM permet d'évaluer simplement et rapidement les risques d'un bien localisé soit par son adresse soit par le numéro de sa parcelle.

#### Risques naturels

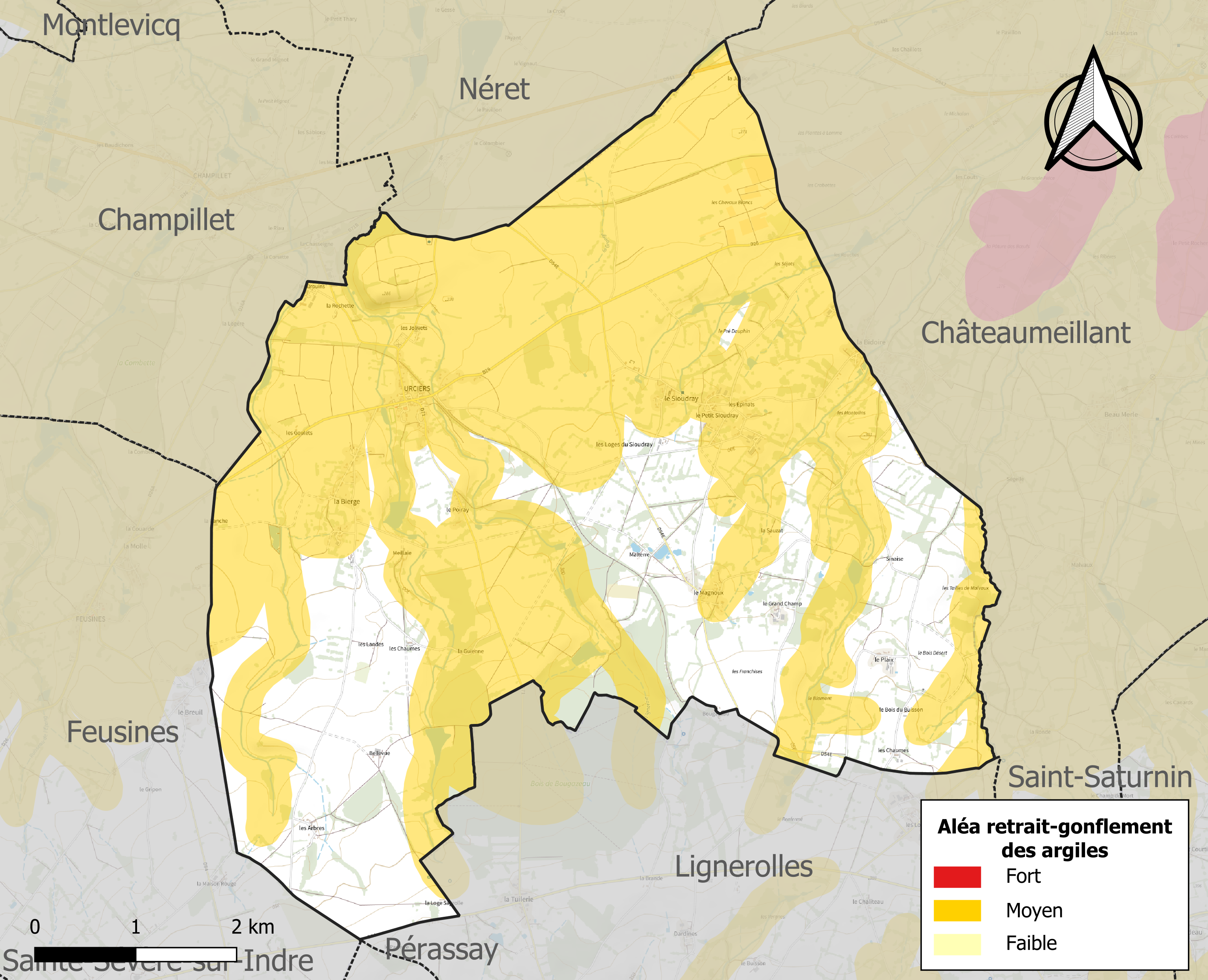
Carte des zones d'aléa retrait-gonflement des sols argileux d'Urciers.

Le retrait-gonflement des sols argileux est susceptible d'engendrer des dommages importants aux bâtiments en cas d’alternance de périodes de sécheresse et de pluie. 68,6 % de la superficie communale est en aléa moyen ou fort (84,7 % au niveau départemental et 48,5 % au niveau national). Sur les 232 bâtiments dénombrés sur la commune en 2019, 191 sont en aléa moyen ou fort, soit 82 %, à comparer aux 86 % au niveau départemental et 54 % au niveau national. Une cartographie de l'exposition du territoire national au retrait gonflement des sols argileux est disponible sur le site du BRGM,.
Concernant les mouvements de terrains, la commune a été reconnue en état de catastrophe naturelle au titre des dommages causés par la sécheresse en 2016 et 2019 et par des mouvements de terrain en 1999.

#### Risque particulier
Dans plusieurs parties du territoire national, le radon, accumulé dans certains logements ou autres locaux, peut constituer une source significative d’exposition de la population aux rayonnements ionisants. Toutes les communes du département sont concernées par le risque radon à un niveau plus ou moins élevé. Selon la classification de 2018, la commune d'Urciers est classée en zone 3, à savoir zone à potentiel radon significatif.

## Toponymie
Urciers est attesté en 1492, on trouve Heurcier en 1663.
Du latin Ursus (ours) utilisé comme nom de personne.
Ses habitants sont appelés les Urciérois.

## Histoire
L'église Saint-Martin, dépendant de l'abbaye de Plaimpied, est appelée « Eclessia de Utrico » en 1212.
Une mine de plomb est découverte en 1771 :
« En 1771, M. Goutasson firent la découverte d'une mine de plomb dans les bruyères du village du petit Sioudray, paroisse de Saint-Martin-d'Urcier, près de Château-Meillant. Ils firent fondre quatre-vingt-dix livres de mine, qui ont produit quarante livres de beau plomb, dans lequel ils remarquèrent qu'il y avait beaucoup d'étain. Ils n'ont brûlé, pour cette expérience, qu'une corde & demie de bois, qui, dans ce pays-là, vaut quatre livre la corde, prise dans le bois. ».
L'exploitation des mines de plomb argentifère commence véritablement en 1840. Les transports de minerai se faisaient par la route en tombereaux vers les Forges de l'Isle, puis par la gare de Champillet - Urciers aujourd’hui désaffectée. En 1893, l'exploitation des mines est abandonnée. Les derniers sursauts d'exploitation sont enregistrés en 1946-1947.
Une dernière trace des mines se trouve dans la mésaventure d'une vache qui tombe dans un cratère formé par l'effondrement d'une galerie souterraine, près du hameau Sioudray, début 2010.
La commune a bénéficié très tôt d'un environnement éducatif important avec en 1858, la création de l’école communale, puis en 1865, la création d’une école de filles et enfin en 1875, la construction d’une école de garçons et d’une école de filles.
La commune fut rattachée de 1973 à 2015 au canton de Sainte-Sévère-sur-Indre.

## Politique et administration
La commune dépend de l'arrondissement de La Châtre, du canton de La Châtre, de la deuxième circonscription de l'Indre et de la communauté de communes de La Châtre et Sainte-Sévère.
Elle dispose d'une agence postale communale.

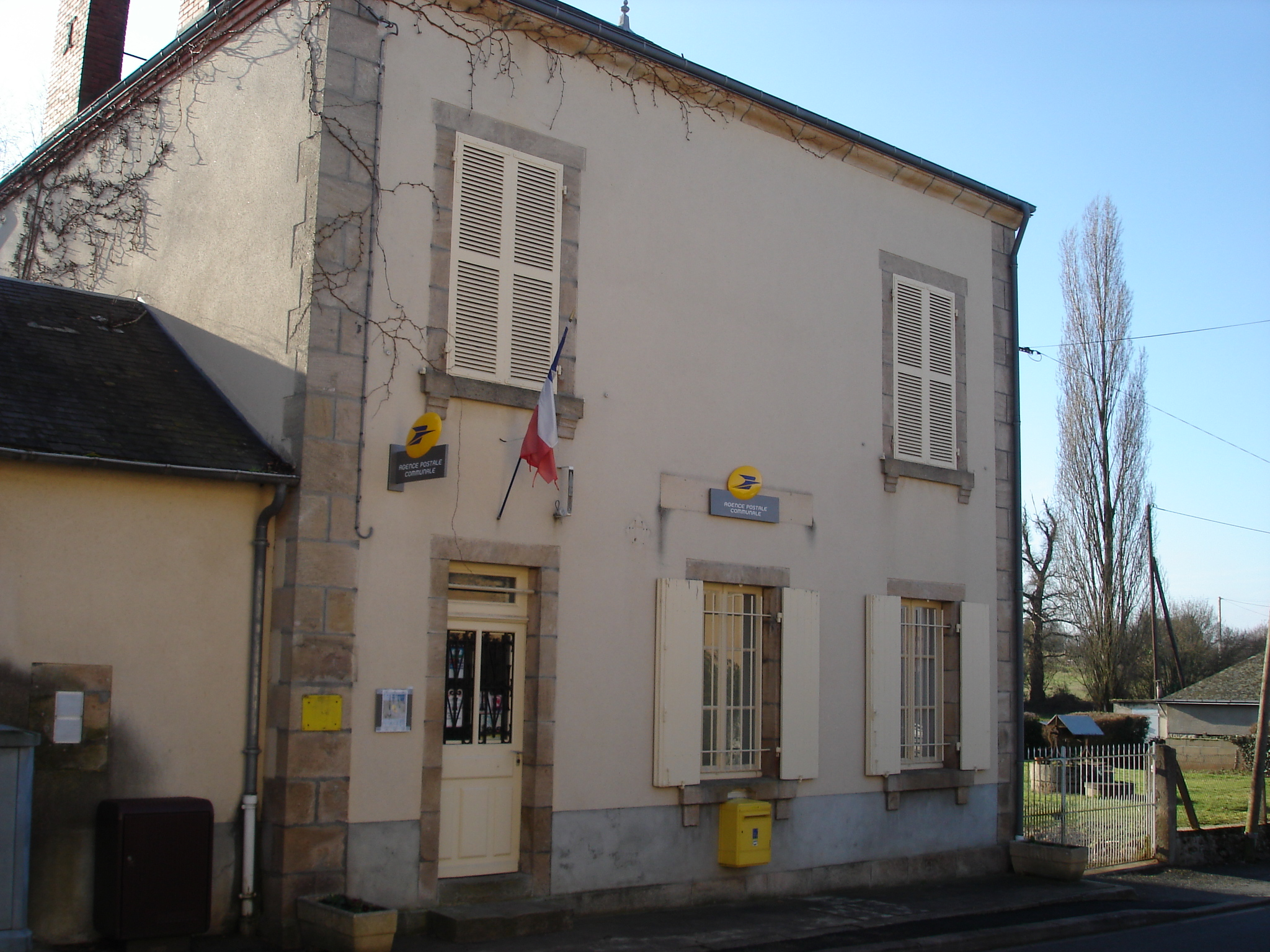
L'agence postale communale en 2012.

| Période    | Période   | Identité         | Étiquette | Qualité                      |
| ---------- | --------- | ---------------- | --------- | ---------------------------- |
| avant 1988 | ?         | Maurice Rebillot |           |                              |
| juin 1995, | mars 2014 | Pascal Provoost  | ?         | Exploitant agricole retraité |
| mars 2014  | En cours  | Alain Guillemain | DVG       | Retraité                     |

## Population et société

### Démographie
L'évolution du nombre d'habitants est connue à travers les recensements de la population effectués dans la commune depuis 1793. Pour les communes de moins de 10 000 habitants, une enquête de recensement portant sur toute la population est réalisée tous les cinq ans, les populations de référence des années intermédiaires étant quant à elles estimées par interpolation ou extrapolation. Pour la commune, le premier recensement exhaustif entrant dans le cadre du nouveau dispositif a été réalisé en 2007.

En 2022, la commune comptait 239 habitants, en évolution de −2,85 % par rapport à 2016 (Indre : −3 %, France hors Mayotte : +2,11 %).
| 1793 | 1800 | 1806 | 1821 | 1831 | 1836 | 1841 | 1846 | 1851 |
| ---- | ---- | ---- | ---- | ---- | ---- | ---- | ---- | ---- |
| 600  | 325  | 397  | 483  | 546  | 610  | 577  | 635  | 690  |

| 1856 | 1861 | 1866 | 1872 | 1876 | 1881 | 1886 | 1891 | 1896 |
| ---- | ---- | ---- | ---- | ---- | ---- | ---- | ---- | ---- |
| 688  | 735  | 757  | 762  | 818  | 941  | 944  | 947  | 900  |

| 1901 | 1906 | 1911 | 1921 | 1926 | 1931 | 1936 | 1946 | 1954 |
| ---- | ---- | ---- | ---- | ---- | ---- | ---- | ---- | ---- |
| 920  | 975  | 892  | 760  | 732  | 690  | 679  | 612  | 537  |

| 1962 | 1968 | 1975 | 1982 | 1990 | 1999 | 2006 | 2007 | 2012 |
| ---- | ---- | ---- | ---- | ---- | ---- | ---- | ---- | ---- |
| 503  | 448  | 389  | 332  | 266  | 261  | 267  | 268  | 238  |

| 2017 | 2022 | - | - | - | - | - | - | - |
| ---- | ---- | - | - | - | - | - | - | - |
| 250  | 239  | - | - | - | - | - | - | - |

### Enseignement
La commune dépend de la circonscription académique de La Châtre.

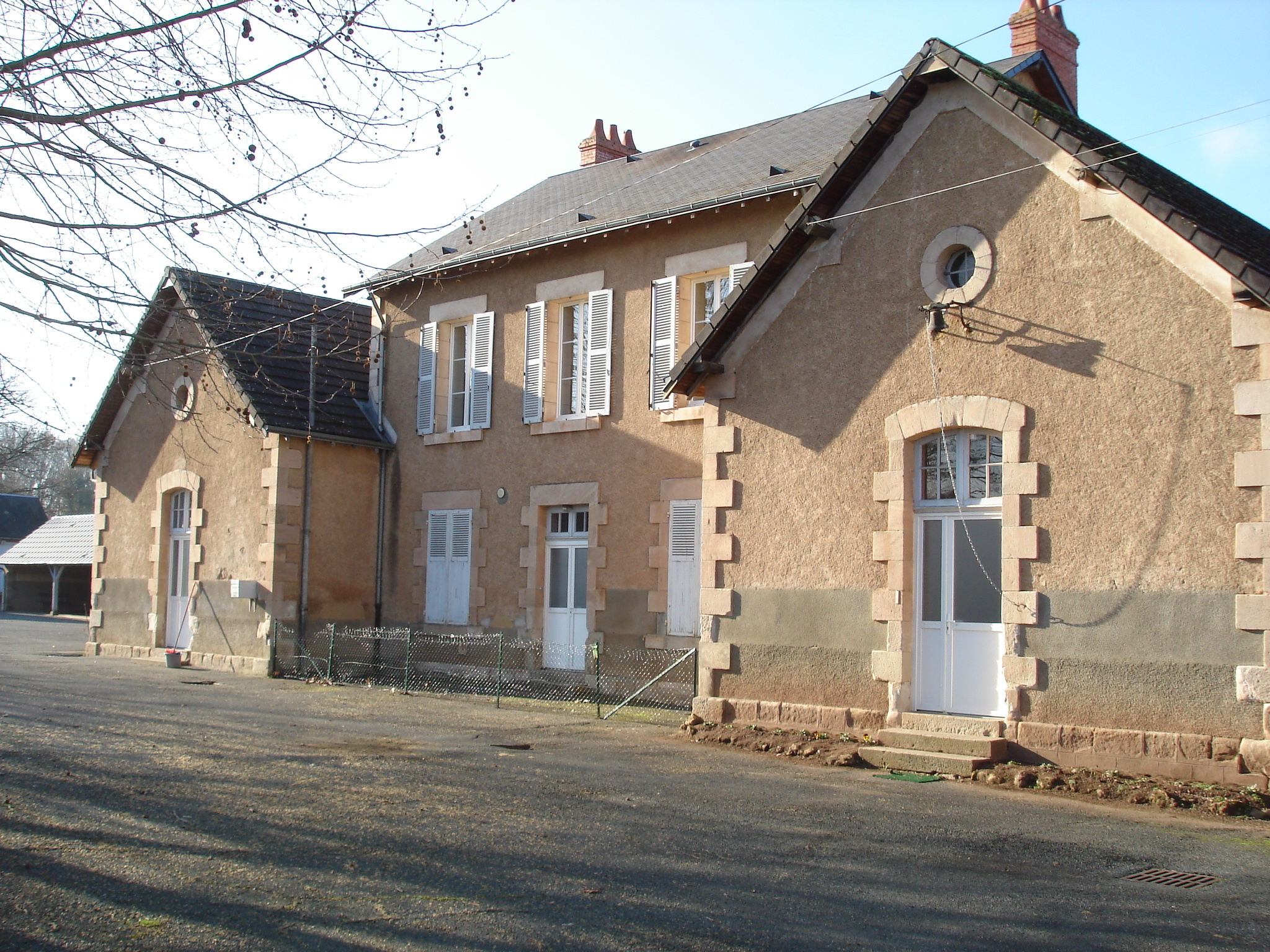
L'école élémentaire en 2012.

### Équipement culturel
Elle dispose aussi d'une salle des fêtes.

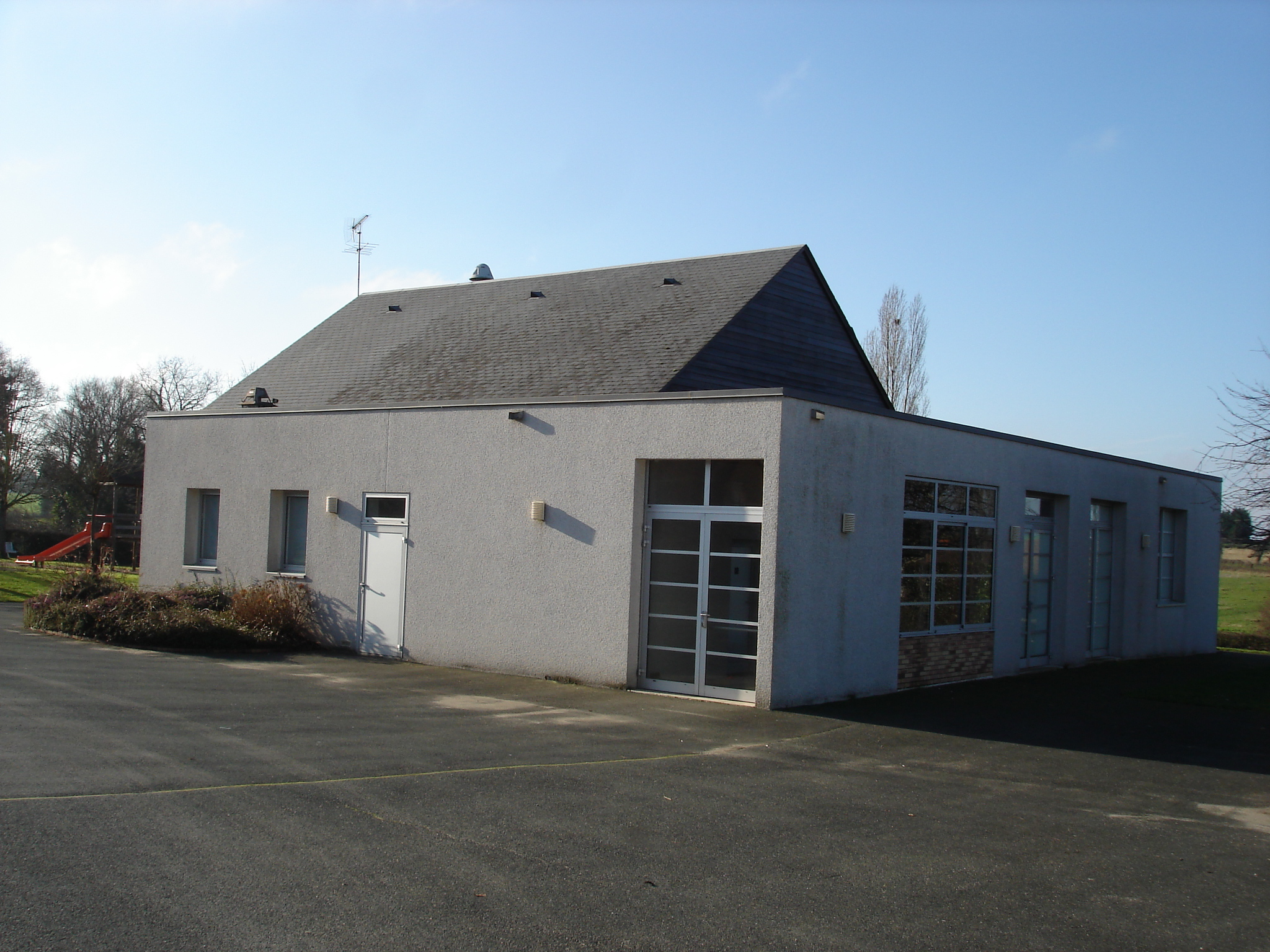
La salle des fêtes en 2012.

### Médias
La commune est couverte par les médias suivants : La Nouvelle République du Centre-Ouest, Le Berry républicain, L'Écho - La Marseillaise, La Bouinotte, Le Petit Berrichon, L'Écho du Berry, France 3 Centre-Val de Loire, Berry Issoudun Première, Vibration, Forum, France Bleu Berry et RCF en Berry.

## Économie
La commune se situe dans la zone d’emploi de Châteauroux et dans le bassin de vie de Châteaumeillant.
La viticulture est l'une des activités de la commune, qui se trouve dans la zone couverte par l'AOC châteaumeillant.
Un élevage de sangliers se trouve sur la commune. Il produit environ 120 bêtes par an qui servent principalement à repeupler les parcs de chasse.

## Culture locale et patrimoine
- Église : l’ancienne église fut remplacée par une plus récente entre 1862 et 1872, construite par la commune et financée par la vente du minerai.
- Monument aux morts

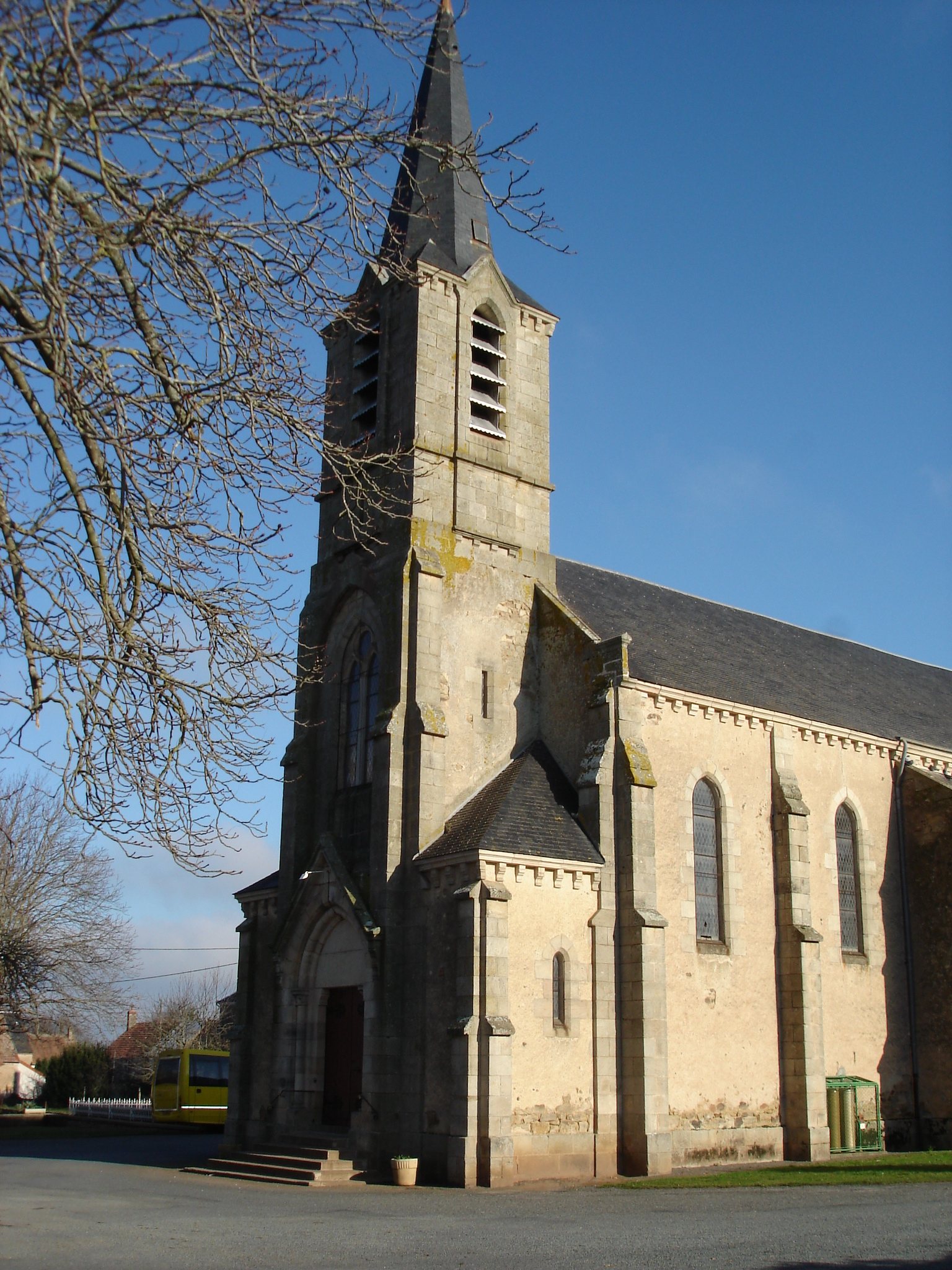
L'église en 2012.
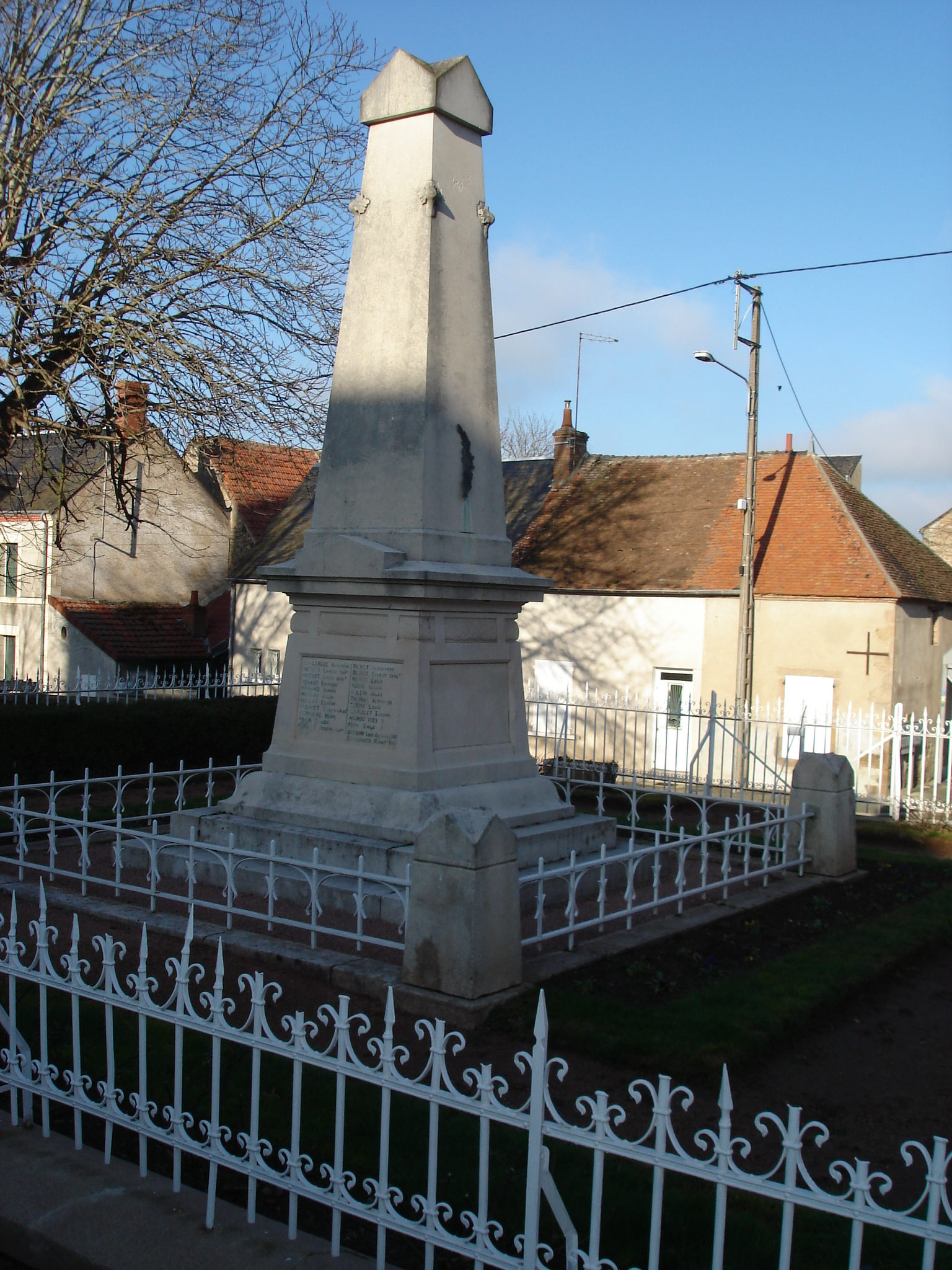
Le monument aux morts en 2012.